# Sint-Vituskathedraal (Leeuwarden)
De Sint-Vituskathedraal te Leeuwarden was  tussen 1559 en 1580 de kathedraal van het bisdom Leeuwarden,  ingesteld door de pauselijke bul Super universas. De kerk werd gebouwd rond ca.1000 en vergroot  in ca. 1100 als kerk van Oldehove en opgetrokken met kloostermoppen. Nadat de terpdorpen Hoek, Nijehove en Oldehove werden samengevoegd tot de stad Leeuwarden in 1435 werd de kerk nogmaals vergroot. Het was de oudste kerk van de nieuw gevormde stad. De kerk werd gedeeltelijk afgebroken in de jaren 1595 en 1596 en is volledig gesloopt in 1706.
Een bijzonderheid was dat het een kerkgebouw was met een losstaande kerktoren, die dus aan een campanile doet denken. Het was de enige kathedraal in de Nederlanden / Zeventien Provinciën waar dit het geval was. Dit was aanvankelijk niet de bedoeling, maar werd noodzakelijk, toen de toren tijdens de bouw bleek te verzakken en scheef kwam te staan. De klokkentoren, bekend als de Oldehove, is om deze redenen vergelijkbaar met de Toren van Pisa en de nabij gelegen Kathedraal van Pisa. De kerk werd aanvankelijk gebouwd in de romaanse stijl en later verbouwd in gotische stijl.

## Geschiedenis
Rond 1000 bevond zich een tufstenen kerkje in het toenmalige dorp Oldehove. Rond 1100 werd het romaanse kerkje uitgebreid. De kerk verschijnt voor het eerst in bronnen in 1148, als eigendom van het Westfaalse en Weserberglandse benedictijnenabdij van Corvey in het toenmalige Heilige Roomse Rijk. Sint-Vitus was de beschermheilige van de abdij van Corvey en daarom ook van deze kerk. De abdij had minder privileges bij dit bezit dan bijvoorbeeld de Rijnlandse abdij van Werden of de Hessische abdij van Fulda, die vanwege bezit en privileges vaak in Middeleeuwse Nederlandse bronnen worden genoemd. We lezen in 1148 dat In 1146 de vorige abt, uit persoonlijk gewin, deze kerk zou hebben verkocht, evenals meerdere andere bezittingen van Corvey. Zo'n 140 jaar later (1285 ) blijkt uit oorkonden dat de kerk inmiddels eigendom was van de veel dichterbij gelegen Friese premonstatenzer abdij Mariëngaarde in Hallum. Het privilege van het benoemen van de priesters voor een parochiekerk in een stad werd in een latere periode ook betwist door de stad Leeuwarden, namelijk in het jaar 1482 en later nog eens in 1551.
De kerk werd nogmaals uitgebreid in 1435, na de samenvoeging van de drie eerder genoemde dorpen tot de stad Leeuwarden. Zij werd uitgebouwd tot een driehallenkerk en vanaf 1529 voorzien van een losstaande toren van 40 meter, de Oldehove. De Oldehove moest in beginsel verbonden worden met het kerkschip, maar doordat hij te ver uit het lood kwam te staan, is dit nooit gebeurd. Het streven was met deze toren de Martinitoren (van de latere Sint-Maartenskathedraal van het bisdom Groningen) in de stad Groningen te overtroeven. 
In 1559 werd de kerk door de pauselijke bul Super universas bevorderd tot kathedraal van het bisdom Leeuwarden, dat heeft bestaan tot 1580. In 1566 viel de kerk ten prooi aan de beeldenstorm.
In 1576 raakte de kathedraal tijdens een storm beschadigd. Tijdens de Tachtigjarige Oorlog werd deze storm door Nederlandse opstandelingen wel gezien als straf van God en voorteken. Dit werd dan uitgelegd als: het zal snel gedaan zijn met de rooms-katholieke, Spaanse onderdrukking. 
Door het oorlogsgeweld kon de kerk overigens niet hersteld worden en dit gaf de aanzet voor het verder slopen van de kerk in het jaar 1595. De kerk was volledig verdwenen in 1706.